# لورا هاردينغ
لورا هاردينغ (بالإنجليزية: Laura Harding)‏ هي مهندسة معمارية أسترالية، ولدت في 1975.